# 8387 Fujimori
8387 Fujimori è un asteroide della fascia principale. Scoperto nel 1993, presenta un'orbita caratterizzata da un semiasse maggiore pari a 3,0001492 UA e da un'eccentricità di 0,0992731, inclinata di 10,80247° rispetto all'eclittica.